# Irene Figueroa i Mimó
Irene Figueroa Mimó (Barcelona, 29 de març de 1992) és una jugadora de corfbol catalana.
Formada al Club Korfbal Castellbisbal, va debutar amb el primer equips temporada 2009-10. Va aconseguir una Lliga Nacional la temporada 2017-18 i un subcampionat el 2014-15. essent escollida millor jugadora de la temporada per la Federació Catalana de Korfbal. Internacional amb la selecció catalana en categories, sub-16, sub-19 i sub-21, amb l'absoluta ha sigut internacional en vint-i-dues ocasions des del 2011. Ha participat al Campionat del Món de 2015 i als d'Europa de 2014 i 2018.

## Palmarès
- 1 Lliga Catalana de corfbol: 2017-18